# Убераба (микрорегион)
Убераба (порт. Microrregião de Uberaba) — микрорегион в Бразилии, входит в штат Минас-Жерайс. Составная часть мезорегиона Триангулу-Минейру-и-Алту-Паранаиба. 
Население составляет 	346 024	 человека (на 2010 год). Площадь — 	9373,693	 км². Плотность населения — 	36,91	 чел./км².

## Демография
Согласно сведениям, собранным в ходе переписи 2010 г. Национальным институтом географии и статистики (IBGE), население микрорегиона составляет:						
| Полное население                             | Полное население                             | Полное население                             | Полное население                             | 346 024 |
| -------------------------------------------- | -------------------------------------------- | -------------------------------------------- | -------------------------------------------- | ------- |
| в том числе:                                 | Городское население                          | 332 276                                      | Процент городского населения, %              | 96,03   |
|                                              | Сельское население                           | 13 748                                       | Процент сельского населения, %               | 3,97    |
|                                              | Мужское население                            | 170 894                                      | Процент мужского населения, %                | 49,39   |
|                                              | Женское население                            | 175 130                                      | Процент женского населения, %                | 50,61   |
| Плотность населения, чел/км²                 | Плотность населения, чел/км²                 | Плотность населения, чел/км²                 | Плотность населения, чел/км²                 | 36,91   |
| Население микрорегиона в % к населению штата | Население микрорегиона в % к населению штата | Население микрорегиона в % к населению штата | Население микрорегиона в % к населению штата | 1,77    |

## Статистика
- Валовой внутренний продукт на 2005 год составляет 5 333 898 370,00 реалов (данные: Бразильский институт географии и статистики).
- Валовой внутренний продукт на душу населения на 2003 год составляет 15 041,15 реалов (данные: Бразильский институт географии и статистики).

## Состав микрорегиона
В составе микрорегиона включены следующие муниципалитеты:
1. Кампу-Флориду
2. Консейсан-дас-Алагоас
3. Конкиста
4. Делта
5. Убераба
6. Верисиму
7. Агуа-Комприда